# American Society for Cell Biology
Die American Society for Cell Biology (ASCB) ist eine US-amerikanische Fachgesellschaft auf dem Gebiet der Zellbiologie.
Die Gründung der Gesellschaft wurde 1960 im Arbeitszimmer von Keith R. Porter beschlossen, zu den weiteren frühen Protagonisten gehörten George Palade, Don Fawcett, Hewson Swift, Arthur Solomon und Hans Ris. Die offizielle Gründung erfolgte im Juli 1961 im Bundesstaat New York, im November desselben Jahres wurde in Chicago der erste Kongress abgehalten.
Während in der Anfangszeit die Elektronenmikroskopie einen gewissen Schwerpunkt der Tätigkeiten der ASCB bildete, erweiterte sich das Feld rasch um moderne Lichtmikroskopie, Molekularbiologie, Genetik und Biochemie. Stand 2017 hat die ASCB mehr als 9000 Mitglieder, von denen etwa ein Viertel außerhalb der Vereinigten Staaten tätig ist. Unter ihren Mitgliedern finden sich 32 Nobelpreisträger.
Die ASCB vergibt verschiedene Wissenschaftspreise, darunter die E. B. Wilson Medal (seit 1981) und die Keith R. Porter Lecture (seit 1982). Zu den Fachzeitschriften, die die ASCB herausgibt, gehören CBE – Life Sciences Education und Molecular Biology of the Cell.

## Präsidenten
Präsidenten der American Society for Cell Biology waren:
- 1962 Don W. Fawcett
- 1963 Alex B. Novikoff
- 1964 Hewson Swift
- 1965 Van Rensselaer Potter
- 1966 David M. Prescott
- 1967 Philip Siekevitz
- 1968 Joseph G. Gall
- 1969 Montrose Moses
- 1970 J. Herbert Taylor
- 1971 Saul Kit
- 1972 Daniel Mazia
- 1973 Jean-Paul Revel
- 1974 T. C. Hsu (Tao-Chiuh Hsu)
- 1975 George Pappas
- 1976 George Palade
- 1977 Elizabeth Hay
- 1978 Keith Porter
- 1979 David D. Sabatini
- 1980 Bill R. Brinkley
- 1981 Helen A. Padykula
- 1982 Marilyn Farquhar
- 1983 James Jamieson
- 1984 Morris Karnovsky
- 1985 Daniel Branton
- 1986 Mary-Lou Pardue
- 1987 Frank Ruddle
- 1988 Thomas Pollard
- 1989 James Spudich
- 1990 Gunter Blobel
- 1991 Marc Kirschner
- 1992 Donald D. Brown
- 1993 Susan Gerbi
- 1994 J. Richard McIntosh
- 1995 Ursula Goodenough
- 1996 J. Michael Bishop
- 1997 Mina Bissell
- 1998 Elizabeth Blackburn
- 1999 Randy Schekman
- 2000 Richard Hynes
- 2001 Elaine Fuchs
- 2002 Gary Borisy
- 2003 Suzanne Pfeffer
- 2004 Harvey Lodish
- 2005 Zena Werb
- 2006 Mary Beckerle
- 2007 Bruce Alberts
- 2008 Robert Goldman
- 2009 Brigid Hogan
- 2010 Timothy Mitchison
- 2011 Sandra L. Schmid
- 2012 Ron Vale
- 2013 Don Cleveland
- 2014 Jennifer Lippincott-Schwartz
- 2015 Shirley Tilghman
- 2016 Peter Walter
- 2017 Pietro De Camilli
- 2018 Jodi Nunnari
- 2019 Andrew W. Murray
- 2020 Eva Nogales
- 2021 Ruth Lehmann
- 2022 Martin Chalfie
- 2023 Erika Holzbaur